# Jules Lagae
Jules Lagae (Roeselare, 15 de marzo de 1862 – Brujas, 2 de junio de 1931) fue un escultor belga.
Lagae fue aprendiz de Joseph Jacquet y Charles van der Stappen en la Academia Real de Bellas Artes en Bruselas. También trabajó con Jef Lambeaux y Julien Dillens. En 1888,  ganó el Prix de Roma y pasó cuatro años becado en Italia y en el extranjero.  También fue asociado con el grupo de arte L'Essor.

## Obras seleccionadas
Entre sus trabajos se encuentra:
- La cuadriga del arco del triunfo del en el Parque del Cincuentenario, titulada Brabant Levantando la Bandera Nacional, junto con el escultor Thomas Vincotte, circa 1890.
- Cuatro Edades de Hombre, en el Jardín Botánico de Bruselas, circa 1898.
- Memorial a Albrecht Rodenbach, en Roeselare, 1909
- Estatua del sacerdote y poeta Guido Gezelle, en Bruselas.
- Monumento a los Dos Congresos, junto con el arquitecto belga Henri d'Huicque, en el Plaza del Congreso, Buenos Aires, Argentina, 1914.
- Memorial de guerra en Charleroi, Bélgica.
- Monumento a Leon Frederick en el Parque Josaphat, en Bruselas.

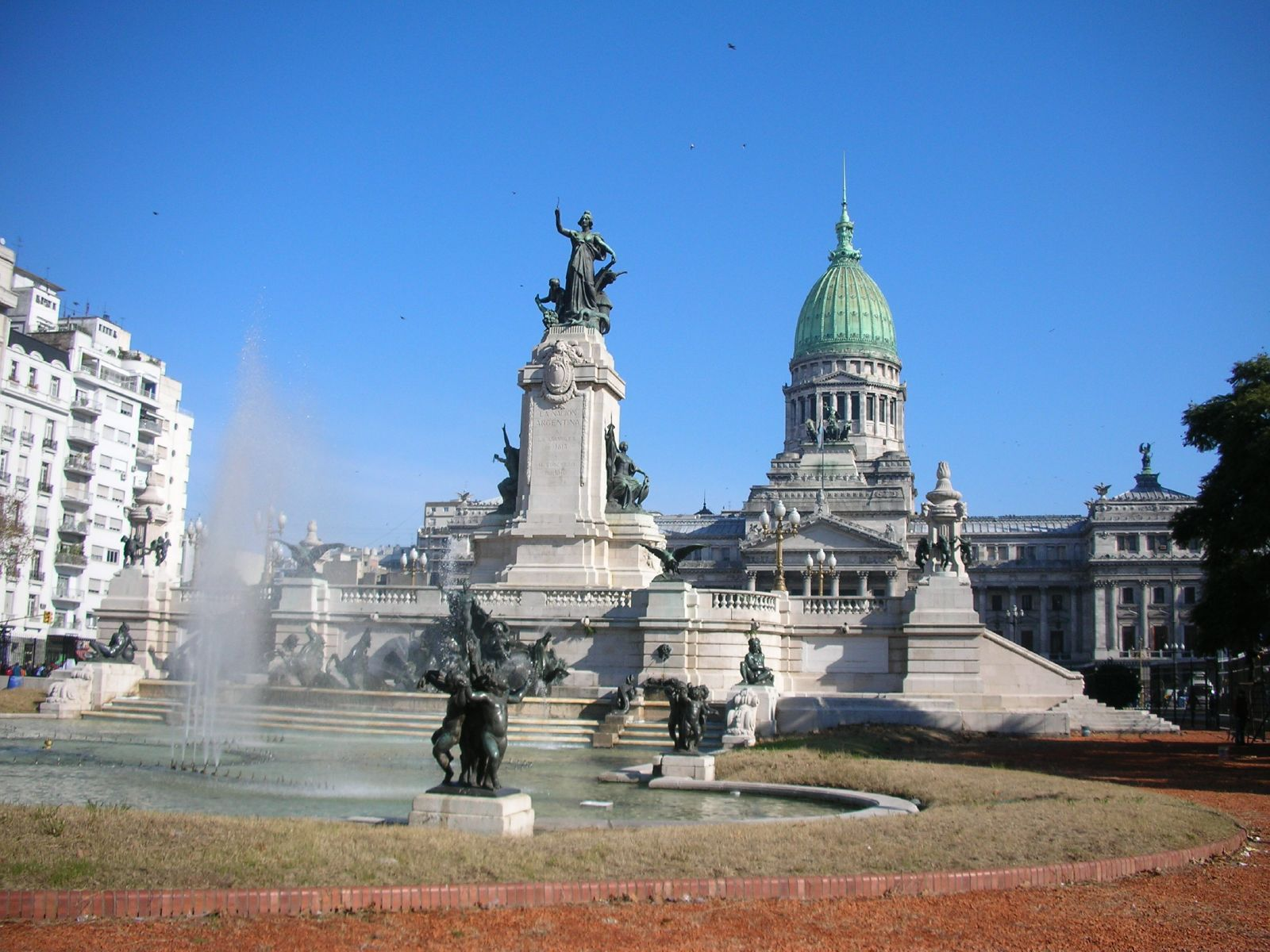
Monumento a los Dos Congresos.
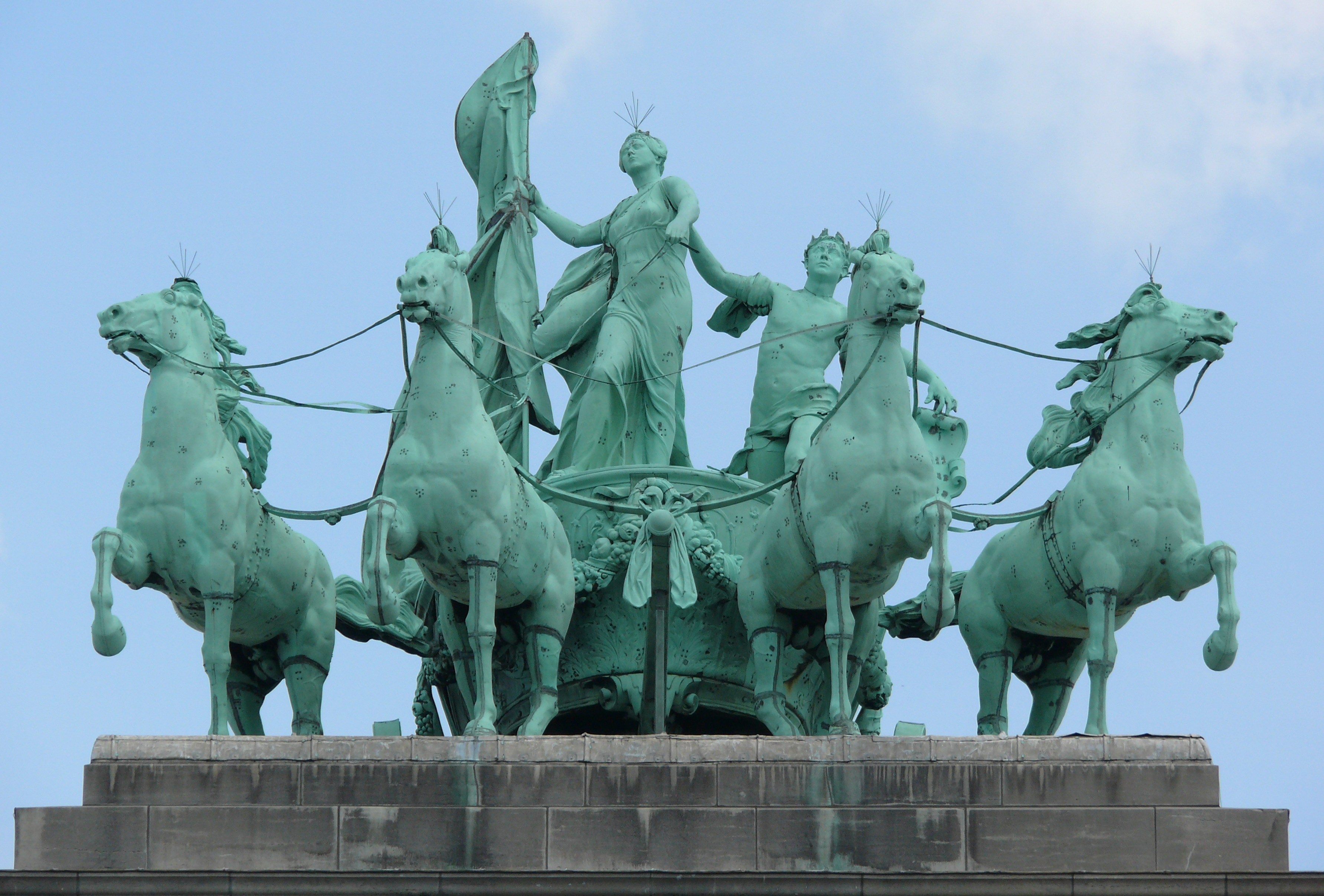
Brabant Levantando la Bandera Nacional.
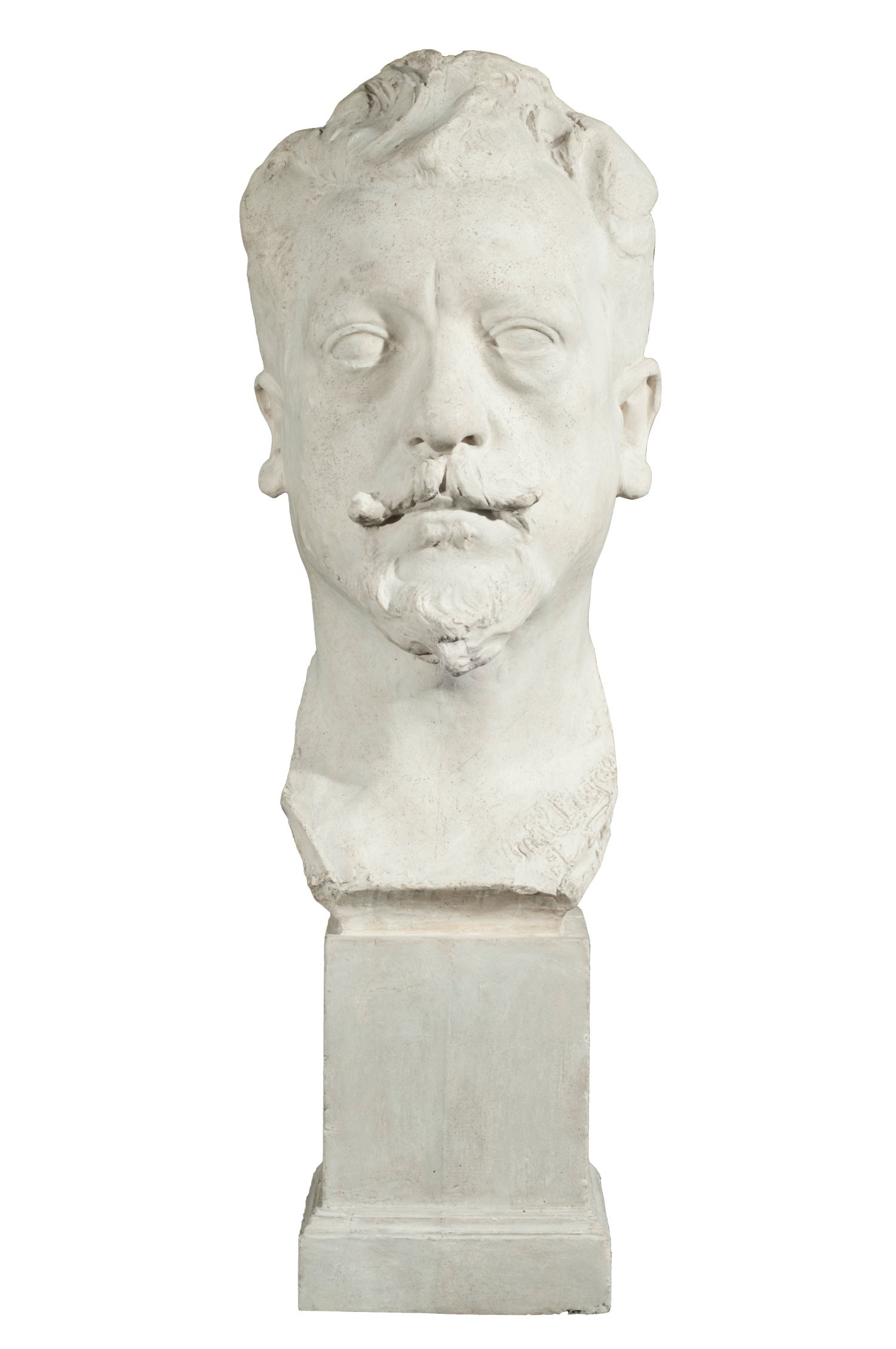
Retrato de L. Lequime.
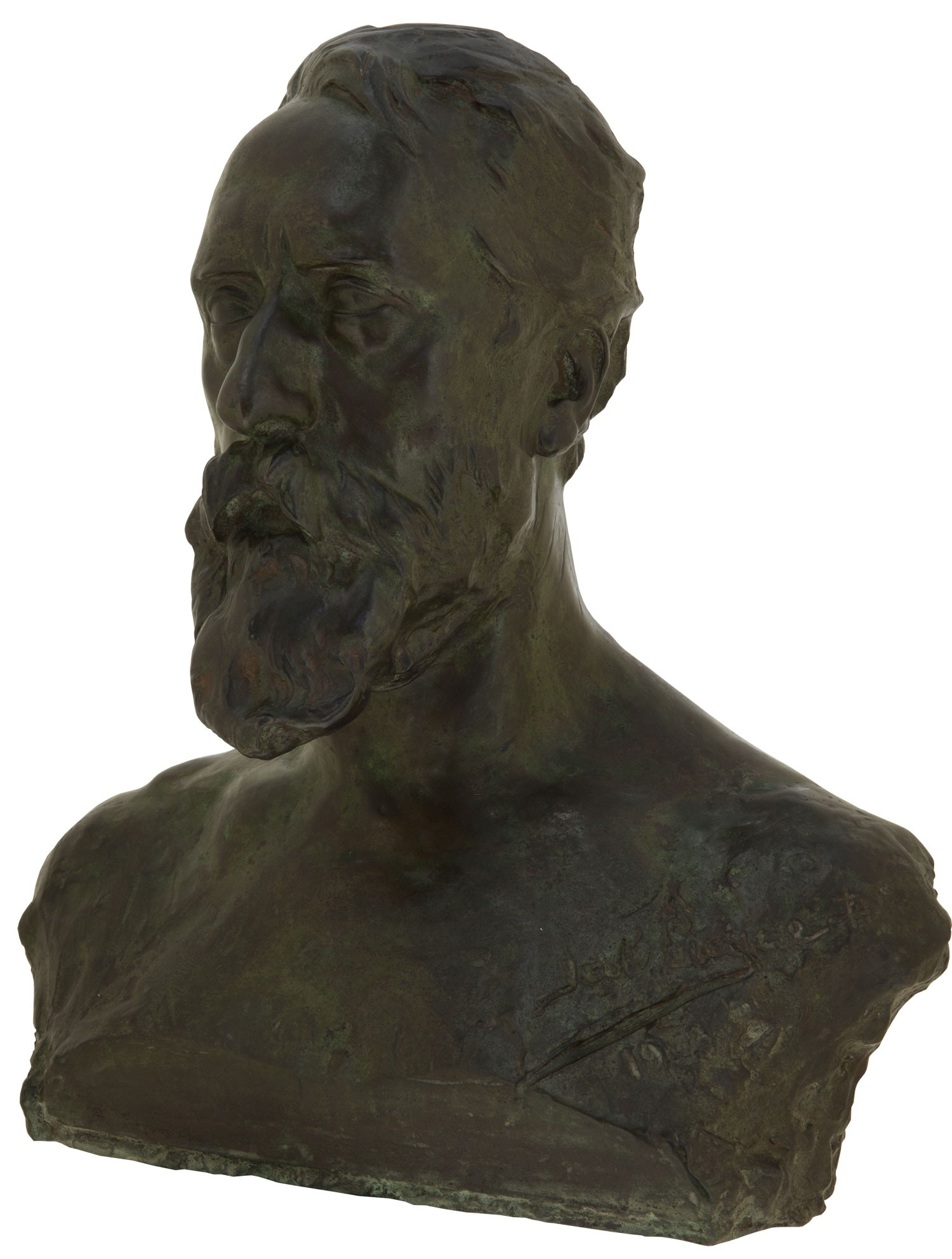
El Escultor Julien Dillens.
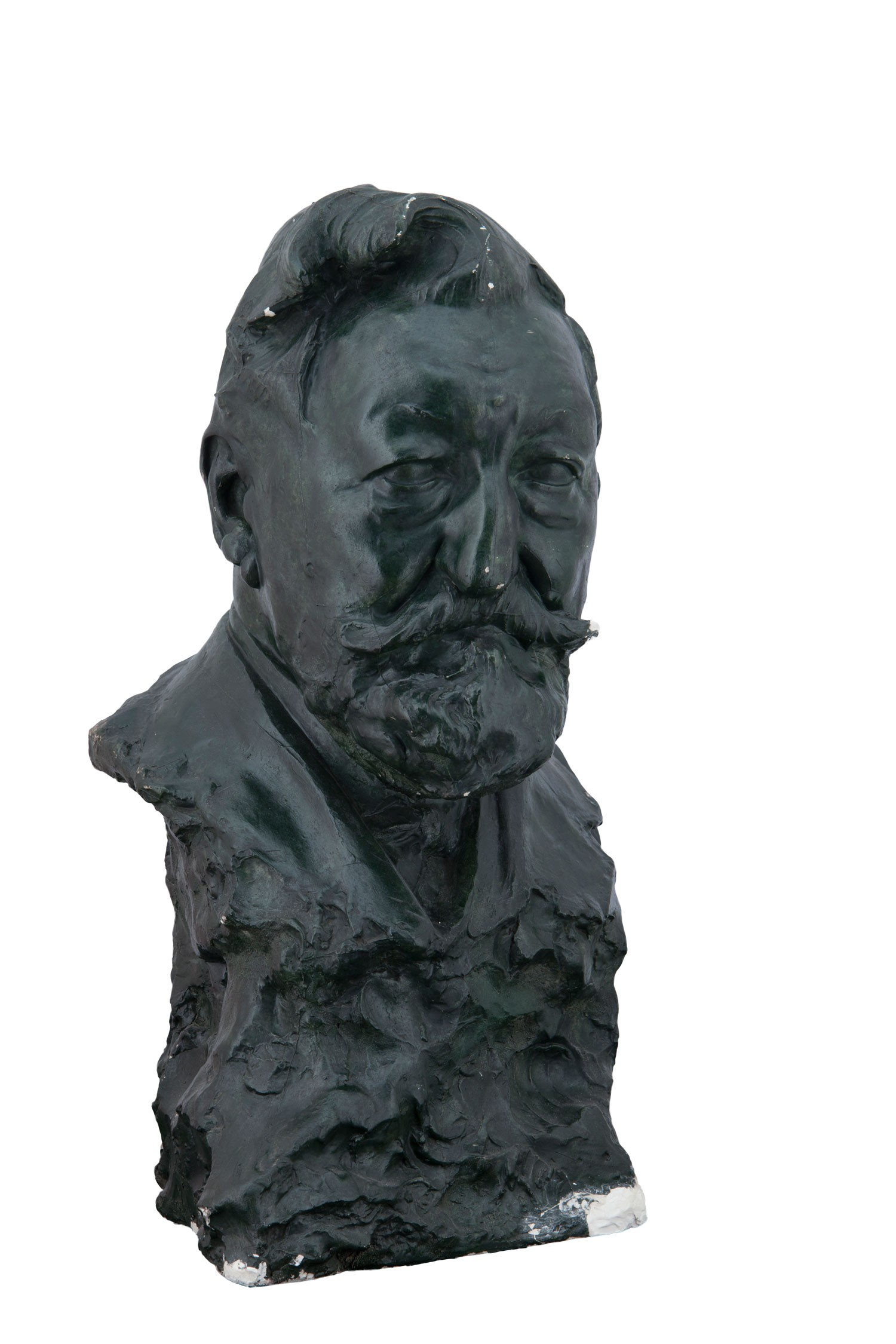
Ferdinand_Callebert.